# 在香港日本人
在香港日本人（ざいホンコンにほんじん）は、香港に居住する日本人である。
主として、ビジネスマンとその家族から成り立っているが、独身女性の数も多い。
2021年香港人口調査によると、香港には 10,291 人の日本人が住んでおり、そのほとんどが東区と九龍城区に集中している。その他に多い地域は、太古城、紅磡などである。

## 歴史

### 始まり
日本人の香港への移民は、江戸時代末期の鎖国が終わって間もない頃から見られるようになった。日本と香港や上海の間で定期的な船便が就航されるようになり、商人やからゆきさんが徐々に海外へ渡るようになった。1880年までに、日本国籍を持つ26人の男性と60人の女性が、香港に移住したという記録があり、その総数は明治時代の終わりまでに、200人に達した。

### 反日感情の高まり
1931年の満州事変勃発に伴い、中国人の新聞記者が、記事の中で日本に対する蜂起を呼びかけたり、南京の国民党政府が、同年9月23日を『国恥記念日』と制定するなど、在香港の日本人と中国人の間で緊張が高まるようになる。『国恥記念日』となった9月23日の夜には、湾仔の荘士敦道（ジョンストンロード）にある日本人経営のパブが中国人による投石の被害に遭い、その翌日には、堅尼地城（ケネディタウン）にある香港本願寺小学校に掲げられている日章旗が燃やされ、反日暴動は25日頃まで続いた。
その後は日本人家族に対するリンチ事件まで起き、9月26日の中秋節に山下一家の6人が1,000人以上の中国人男性から襲われ、両親がナイフで刺されその場で死亡、祖母と息子3人のうち2人が搬送先の病院で死亡した。事態を重く見た植民地政府は、その日の晩に軍隊を出動させ、翌27日に非常事態宣言を発令した。また、この一連の暴動7（特に山下一家へのリンチ事件）が、第一次上海事変勃発の引き金の一つになったという見解もある。

### 日本による占領
一連の暴動により、以降10年は日本人移民の流入は余り見られなくなった。香港本願寺小学校は引き続き運営されたものの、日英開戦ならびに香港の戦いの勃発に伴い、香港における日本人の一般市民の数は80人にまで減少した。通常日本人の移住は、満州事変以降の満州国のケースのように、帝国陸軍に付き従う形で行われるものだが、香港の場合は、少数の官僚などを除いて移民の流入を伴うことはなかった。
イギリスの降伏に伴い、香港では日本軍による軍政が敷かれ、経済面は餓死者が出るほどの壊滅的な打撃を受け、特に軍票問題に関しては、現在でも香港における反日感情の火種の一つとなっている。しかし、日本人と中国人の一般市民同士の関係は、悪いものばかりだったという訳ではなく、香港の法廷弁護士だった余叔韶は、自身の回顧録の中で、家族で香港からマカオ・広州湾租借地を経由して中華民国自由地区に亡命する際、国民学校の校長から支援を受けたことを述懐している。

### 戦後
第二次世界大戦からの復興に伴い、日本による海外への投資が盛んに行われるようになり、その結果、香港における日本人住民が増加することとなった。1966年には香港日本人学校が設立され、1987年6月には日本語新聞『香港ポスト』が創刊された。

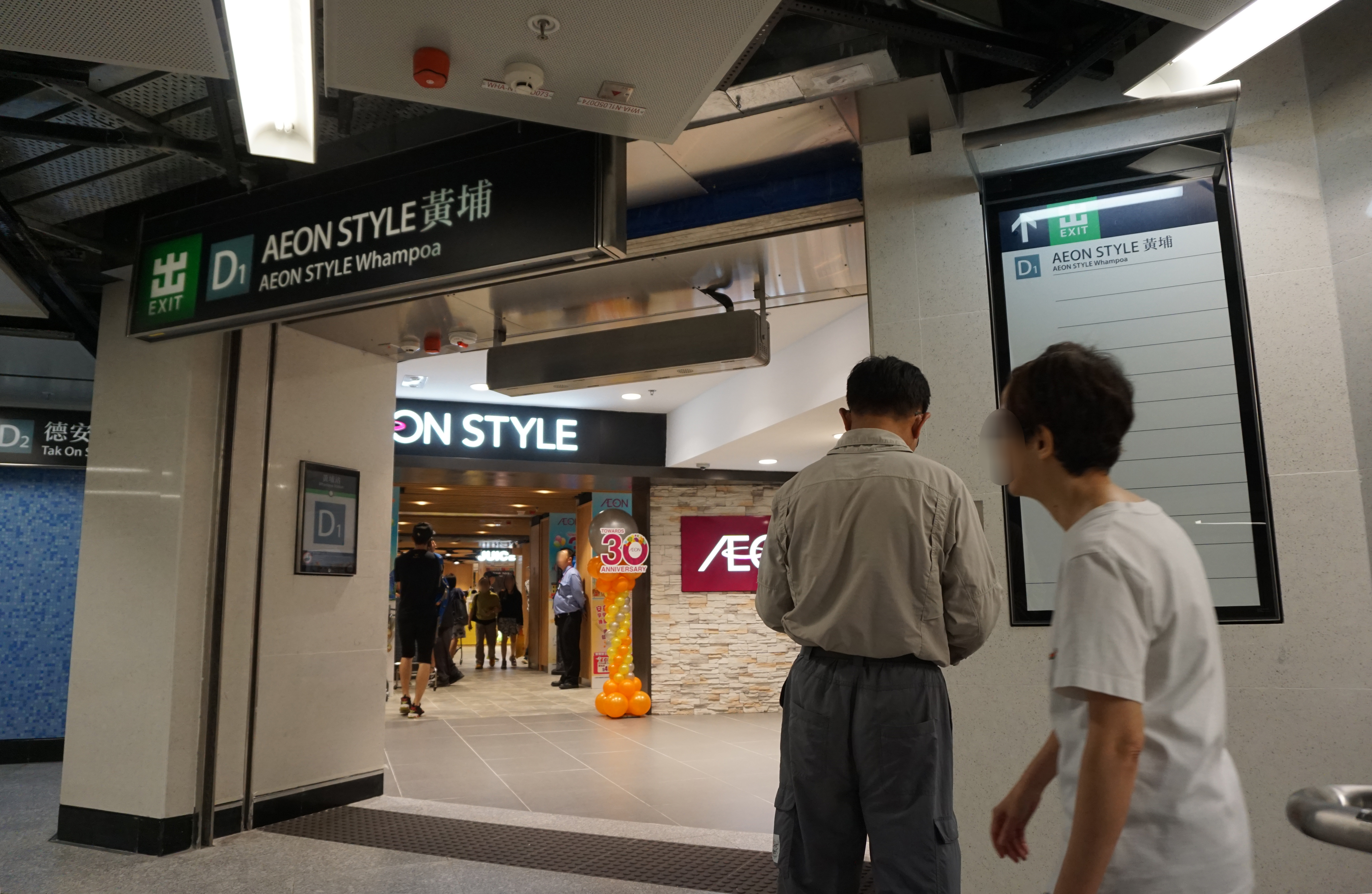
イオン黄埔駅前店（紅磡）

1981年から1999年にかけて、香港における日本人の人口は、7,802人から23,480人と、約3倍に増加するなど、ロンドンやニューヨークなどと似たような傾向が見られた。これに伴う形で、日本企業の数もうなぎ上りに増え、1988年から1994年にかけて1,088社から2,197社へと約2倍に増加した。
中華圏の都市の中では上海市の次に在留日本国籍保有者が多い。